# マット・レイノルズ (投手)
マシュー・ポール・レイノルズ（Matthew Paul "Matt" Reynolds , 1984年10月2日 - ）は、アメリカ合衆国・テネシー州ノックスビル出身のプロ野球選手（投手）。左投左打。MLB・サンフランシスコ・ジャイアンツ傘下に所属。

## 経歴

### プロ入りとロッキーズ時代
2007年のMLBドラフト20巡目（全体612位）でコロラド・ロッキーズから指名され、プロ入り。
2010年8月19日のロサンゼルス・ドジャース戦でメジャーデビューを果たした。ロッキーズでは2011年から2年連続で70試合以上に登板した。この間、左腕の救援投手でレイノルズより多く登板したのはMLB全体でショーン・マーシャル、ジョニー・ベンタースの2人だけだった。

### ダイヤモンドバックス時代
2012年11月20日にライアン・ウィーラーとのトレードで、アリゾナ・ダイヤモンドバックスへ移籍した。
2013年6月10日、左肩の故障で15日間の故障者リストに入った。9月24日にトミー・ジョン手術を受けた。そのため、2014年の大半をリハビリに費やすこととなった。オフの10月15日にダイヤモンドバックスと55万ドルの1年契約（2015年・65万ドルのオプション付き）に合意した。
2014年3月19日に前年の手術の影響で、15日間の故障者リスト入りした。
2016年3月29日に自由契約となった。

### バーンストーマーズ時代
2016年4月20日に独立リーグ・アトランティックリーグのランカスター・バーンストーマーズと契約した。

### ジャイアンツ時代
2016年6月24日にサンフランシスコ・ジャイアンツとマイナー契約を結び、傘下のAA級リッチモンド・フライングスクウォーレルズへ配属された。その後、AAA級サクラメント・リバーキャッツを経て、7月28日にメジャー契約を結んで25人枠入りした。9月27日にDFA、10月5日に40人枠外となった。

## 投球スタイル
87～92mphのフォーシーム、77～81mphのカーブ、80～84mphのスプリッターの3球種が中心。右打者にはチェンジアップも一定数投げる。ツーシームはほとんど投げない。

## 詳細情報

### 年度別投手成績
| 年 度     | 球 団     | 登 板 | 先 発 | 完 投 | 完 封 | 無 四 球 | 勝 利 | 敗 戦 | セ 丨 ブ | ホ 丨 ル ド | 勝 率 | 打 者 | 投 球 回 | 被 安 打 | 被 本 塁 打 | 与 四 球 | 敬 遠 | 与 死 球 | 奪 三 振 | 暴 投 | ボ 丨 ク | 失 点 | 自 責 点 | 防 御 率 | W H I P |
| --------- | --------- | ----- | ----- | ----- | ----- | -------- | ----- | ----- | -------- | ----------- | ----- | ----- | -------- | -------- | ----------- | -------- | ----- | -------- | -------- | ----- | -------- | ----- | -------- | -------- | ------- |
| 2010      | COL       | 21    | 0     | 0     | 0     | 0        | 1     | 0     | 0        | 2           | 1.000 | 70    | 18.0     | 10       | 2           | 5        | 0     | 2        | 17       | 1     | 0        | 4     | 4        | 2.00     | 0.83    |
| 2011      | COL       | 73    | 0     | 0     | 0     | 0        | 1     | 2     | 0        | 18          | .333  | 211   | 50.2     | 48       | 10          | 18       | 5     | 0        | 50       | 5     | 2        | 24    | 23       | 4.09     | 1.30    |
| 2012      | COL       | 71    | 0     | 0     | 0     | 0        | 3     | 1     | 0        | 2           | .750  | 249   | 57.1     | 65       | 11          | 17       | 4     | 0        | 51       | 5     | 1        | 31    | 28       | 4.40     | 1.43    |
| 2013      | ARI       | 30    | 0     | 0     | 0     | 0        | 0     | 2     | 2        | 5           | .000  | 111   | 27.1     | 25       | 2           | 5        | 1     | 1        | 23       | 0     | 0        | 7     | 6        | 1.98     | 1.10    |
| 通算：4年 | 通算：4年 | 195   | 0     | 0     | 0     | 0        | 5     | 5     | 2        | 27          | .500  | 641   | 153.1    | 148      | 25          | 45       | 10    | 3        | 141      | 11    | 3        | 66    | 61       | 3.58     | 1.26    |

- 2013年度シーズン終了時

### 背番号
- 51 (2010年 - 2012年)
- 45 (2013年、2015年)
- 57 (2016年)